# Космицизм (Лавкрафт)

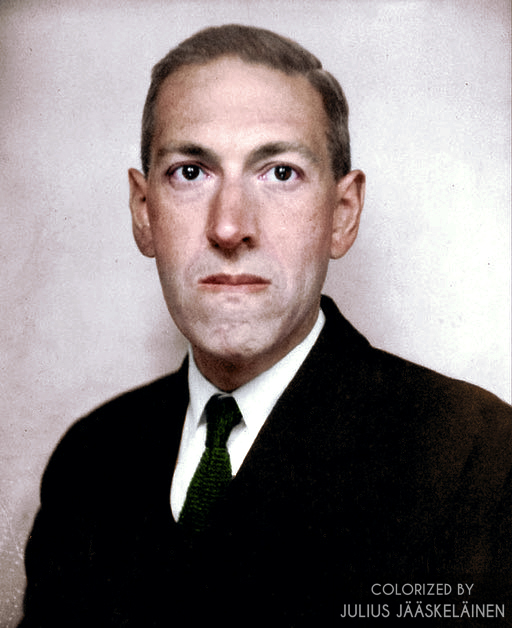
Лавкрафт

Космицизм (англ. Cosmicism) — литературная философия, созданная американским писателем Говардом Филлипсом Лавкрафтом. Лавкрафт был автором философских историй ужасов, включающих оккультные и мистические явления, такие как духовная одержимость, метисация рас инопланетян, космогония и другие, — эти темы со временем способствовали развитию личной философии Лавкрафта .
Философия космицизма Лавкрафта утверждает, что «во Вселенной нет видимого божественного присутствия, такого как Бог, и что люди совсем незначительны в более широкой схеме межгалактического существования». Самая популярная тема в произведениях Лавкрафта — страх человечества перед своей незначительностью или перед лицом непостижимо большой Вселенной: страх перед космической пустотой. Эти темы лежат в основе жанра «Лавкрафтовских ужасов».

## Творчество Лавкрафта
Космицизм — центральная философия в творчестве Лавкрафта, утверждающая, что человечество ничтожно мало во Вселенной. По сути, человеческий мир и наша роль в нем — иллюзия. Человечество живет внутри хрупкого пузыря восприятия, не подозревая о том, что скрывается за кулисами или даже о самих завесах, и наше кажущееся господство над миром на самом деле иллюзорно. Нам повезло, что мы не понимаем, что дремлет в неисследованных местах на Земле и за ее пределами. Лавкрафт с детства интересовался космосом и его вдохновляли научные открытия. Он верил в бессмысленную, механическую и безразличную Вселенную, которую люди никогда не будут способны понять. Убеждения, что не могут быть подтверждены с научной точки зрения — недопустимы. Лавкрафт сформулировал эту философию в 1921 году, а полностью применил её пять лет спустя, в рассказе «Зов Ктулху». Ранние рассказы «Дагон», «За стеной сна» и «Безымянный город» содержат некое описание этих концепций, но они не анализируют её так, как последующие работы. В рассказе «Ньярлатхотеп» крах цивилизации происходит вследствие краха Вселенной.  

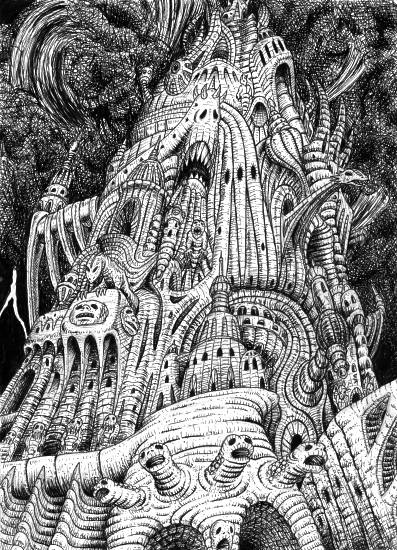
Р'льех. Доминик Сигнорет

В рассказе «Зов Ктулху» (1926) Лавкрафт впервые ввел все эти темы в полной мере и это определило новое направление в его творчестве. Он совместил жанр ужасов и научной фантастики. Появляется детальное описание инопланетян Лавкрафта: они чрезвычайно аномальные по природе, с частями тел разных животных; они застряли меж миров, поэтому в их случае перемешивается органика и материя, и они вообще не возможны в нормальном мире. До это момента Лавкрафт описывал только Древних богов (англ. Old Gods, Old Ones) и мифических существ, а после только космических Великих Древних (англ. Great Old Ones); ранее «Некрономикон» был книгой по некромантии, а стал об инопланетянах (и позже за некромантию отвечали другие книги). Это первая и единственная история Лавкрафта, в которой люди и космическая сущность встречаются лицом к лицу. В этом рассказе Лавкрафт создал концепцию, что объединяет все его идеи. Мифы Лавкрафта включают: псевдомифологию инопланетян, Древних богов, тайные культы, язык Акло, многомерный Р'льех и прочее. Эти темы усиливаются в его последующих рассказах.
В рассказе «Ужас Данвича» (1928) мы узнаем о связи магии, космоса, божеств и их прислужников прямо из «Некрономикона». Существа Извне угрожают человечеству; мы побеждаем лишь на время.
В повести «Шепчущий во тьме» (1930) появляются другие пришельцы и ряд существ. Мы узнаем как глубоко история пришельцев вплетена в нашу мифологию. Выстраивается стройная концепция действующего порядка в космосе и ничтожной роли отведенной человеку, а также здесь впервые говорится о существах, которые обитают на других планетах, таких как Юггот. Пришельцы скрываются среди людей и служат Древним богам.
В повести «Хребты безумия» (1931) Лавкрафт подводит теорию древних космонавтов под его концепцию, что приобретает финальный вид. Нескольких рас инопланетян конфликтуют между собой за право господства на планетах. В «Некрономиконе» описаны циклы Ктулху и циклы Йог-Сотота, сменяющие друг друга. В древнюю эпоху Старцы вывели млекопитающих и предка человека ради забавы и вкусного мяса.
Все последующие произведения ничего не меняют в концепции Лавкрафта, сложившейся за пять лет, а вносят лишь дополнительные главы в мифологии инопланетян, что имеет последовательный вид. И этим Мифы Лавкрафта не ограничиваются.
В поздних работал Лавкрафт использовал меньше сверхъестественных элементов и совместил их с теориями современной науки о явлениях, выходящих за рамки законов нашего мира. Лавкрафт всё больше включал такие элементы как математика, неевклидовая геометрия, эйнштейновская наука, свой личный материализм и прочее. Это заметно в «Тень над Иннсмутом», «Грёзы в ведьмовском доме», «За гранью времён», «Обитающий во Тьме» и совместных работах. Технологии инопланетян имеют научное обоснование: атомные двигатели, дематериализующие лучи, неизвестный принцип получения энергии, проецирующие сквозь космос разум лучи, мозговые цилиндры и прочее. Поздние работы отражают атмосферу скрытого ужаса и материалистический атеизм Лавкрафта. В совокупности они охватывают всю хаотичную вселенную Лавкрафта, полную ошеломляющих ужасов, космических сущностей и неведомых опасностей.

## Анализ
Космицизм Лавкрафта и человекоцентрические взгляды на мироздание несовместимы. Космицизм имеет много общего с нигилизмом, но важно отличие состоит в том, что космицизм подчёркивает незначительность человечества и его деяний, а не отвергает возможность существования какой-либо высшей цели. Например, в «Мифах Ктулху» ужас вызывает не отсутствие значимости людей, а само открытие героями истины о том, что у них нет абсолютно никакой возможности что-либо изменить в огромной и безразличной Вселенной. В работах Лавкрафта любой смысл или цели, которые могли бы объяснить действия космических сущностей, совершенно недоступны для понимания людей. Лавкрафт был атеистом и утверждал, что этическая система Канта «является шуткой».
В обществе до 1923 года считалось, что во Вселенной существует только одна наша Галактика, но Эдвин Хаббл доказал существование других Галактик, изменив мировоззрение человечества, которое осознало настоящие масштабы космоса. Космицизм Лавкрафта является результатом чувства экзистенциальной беспомощности человечества перед лицом того, что он называл «бесконечными пространствами», научными открытиями, и веры, что человечество по сути находится во власти необъятного и пустого космоса. Лавкрафт исследует эти идеи с сардонической иронией («Герберт Уэст — реаниматор»), через сновидческое повествования («Сомнамбулический поиск неведомого Кадата») и космос или «Мифы Ктулху» («Зов Ктулху»). Общие темы комицизма: Страх перед неизвестным и непознаваемым; Страх макрокосма; ничтожности человечества во Вселенной; страх явлений, находящихся за пределами нашего понимании; угроза нечеловеческих существ; мизантропия, отрицание антропоцентризма и прочее. Текст Лавкрафта внушают читателю страх перед чем-то иным или чуждым.
С. Т. Джоши отмечает. что в 1920-х годах Лавкрафт познакомился с работами немецкого философа Освальда Шпенглера, чей пессимистический тезис о декадансе современного Запада оказал решающий вклад в формировании антисовременного мировоззрения Лавкрафта. В частности, Лавкрафт считал, что Запад пришел в состоянии окончательного упадка и считал себя подданным Британской короны. Эта идея пронизывает и связывает всю его личную философию.
Роберт Прайс пишет в книге «Lovecraft's 'Artificial Mythology»: «Кто-то ищет запретные знания сознательно или невольно и, возможно, еще не понимает, что для него уже слишком поздно... Знания, однажды полученные, слишком велики для человеческого ума. Это прометеевское, фаустовское знание. Знание, разрушающее в момент просветления, гнозис проклятия, а не спасения».
Персонажи Лавкрафта транслируют его взгляды космицизма. На главный план выходят ученые и культурные деятели, которые строят теории о тайнах Вселенной. Они сами не осознают, на сколько они ничтожны в этом мире. Вместо этого, они получают подтверждение тому в ходе случайных открытий. Космицизм выражается через подтверждение, а не через откровение. Люди подчиняются могущественным космическим силам, но эти силы не столько злобны, сколь же безразличны к человечеству. Герои могут случайно или по неосторожности мельком увидеть внеземных существ или даже противостоять им. Вокруг этих существ сосредоточены псевдомифология Лавкрафта. Встреча с ними приводит к фатальным последствиями для ищущих. Одно только существование внеземных существ разрушает мировоззрение тех, кто натыкается на них. В других случаях герои сталкиваются с человеческими прислужниками Древних богов. Из-за ограниченности человеческого разума влияние этих сущностей настолько ошеломляет, что человек не может воспринимать вещи, которые казались ему невозможными. Героям остается лишь строить догадки, но на самом деле ни намерения, ни действия космических сущностей не могут быть ими поняты.
Лавкрафт подробнее высказался по этому поводу в письме Фарнсворту Райту, редактору «Weird Tales» (Избранные письма 2.284):

Сейчас все мои истории основаны на фундаментальной предпосылке, что простые человеческие законы, интересы и эмоции не достоверны и не имеют смысла в безбрежной бездне космоса. Для меня нет ничего столь ясного в историй, как образ человека, — его низшие человеческие страсти, условности и стандарты — поданные в естественном виде для других миров или вселенных. Чтобы постичь истинную сущность запредельного, будь то время, пространство или измерение, нужно забыть такие вещи, как органическая жизнь, добро и зло, любовь и ненависть, и все низшие атрибуты для такой незначительной и временной расы, которая зовется человечеством. Если она вообще существует.... Только в сценах с людьми персонажи должны иметь человеческие качества. С ними нужно обращаться с усерднейшим реализмом (не спутав с романтизмом), но когда мы пересечем грань безграничной и жуткой неизвестности, — пределов, населенных тенями, — мы должны оставить все человеческое, — и приземленное на пороге этого запределья.Оригинальный текст (англ.)Now all my tales are based on the fundamental premise that common human laws and interests and emotions have no validity or significance in the vast cosmos-at-large. To me there is nothing but puerility in a tale in which the human form — and the local human passions and conditions and standards — are depicted as native to other worlds or other universes. To achieve the essence of real externality, whether of time or space or dimension, one must forget that such things as organic life, good and evil, love and hate, and all such local attributes of a negligible and temporary race called mankind, have any existence at all. Only the human scenes and characters must have human qualities. These must be handled with unsparing realism, (not catch-penny romanticism) but when we cross the line to the boundless and hideous unknown — the shadow-haunted Outside — we must remember to leave our humanity — and terrestrialism at the threshold.

## Космический индифферентизм

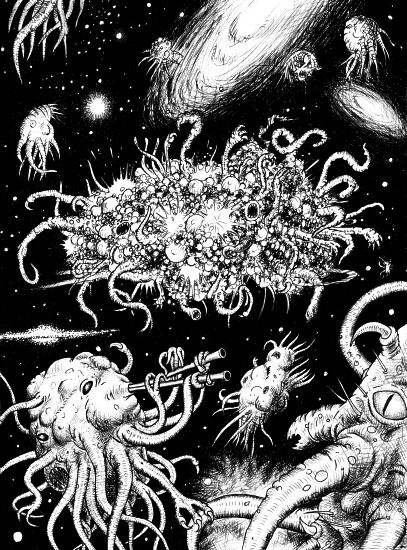
Азатот

Хотя космицизм кажется глубоко пессимистичным, Лавкрафт не считал себя пессимистом или оптимистом, а скорее «научным» или «космическим» индифферентистом, — это одна из тем в его произведениях. В творчестве Лавкрафта люди часто подчиняются могущественным существам и иным космическим силам, но эти силы не столько злонамеренны, сколько и безразличны к человечеству. Это равнодушие — важная тема космицизма. С. Т. Джоши утверждает, что «Лавкрафт постоянно участвовал в (более или менее) гениальных дебатах о религии с несколькими коллегами, особенно с благочестивым учителем Морисом В. Мо. Лавкрафт выбрал позицию сильного атеизма; он считал религию не просто ложью, но и опасным для социального и политического прогресса явлением». Таким образом космицизм Лавкрафта вовсе не религиозен, а скорее является версией его механистического материализма. Вследствие этого, Лавкрафт принял философию космического индифферентизма. Он верил в бессмысленную, механическую и безразличную Вселенную, которую люди с их естественными ограниченными возможностями никогда не смогут понять. Его точка зрения не допускала правок с религиозными верованиями, потому что они не могли быть научно подтверждены. В его произведениях непостижимые космические силы так же мало заботятся о человечестве, как люди о насекомых.
Лавкрафт был не религиозен, но создал многих Древних богов, таких как Ктулху. Лавкрафт не считал их сверхъестественными сущностями, а они являются инопланетными существами, которые подчиняются естественным для них законам, что кажутся для человека магическими. Древние боги хотя и опасны для человечества, но изображаются ни добрыми, ни злыми, а человеческие представления о морали не имеют для этих существ никакого значения. Они буквально существуют в космических сферах за пределами человеческого понимания. Они олицетворяют тип вселенной, в которую верил Лавкрафт. Некоторые из этих существ имеют — а в некоторых случаях и создают — культы в их честь, но для подавляющего большинства этих существ человеческая раса настолько незначительна, что они не придают людям никакого значения.
Лавкрафт выразил эти мысли в письме Джеймсу Ф. Мортону:

 Вопреки тому, что вы могли посчитать, я не пессимист, а индифферентист — то есть, я не полагаю ошибочно, что результат воздействия окружающей природы и основных условий для органической жизни, будет иметь какую-либо связь с желаниями или вкусами живых существ либо частью их жизненного цикла. Пессимисты столь же нелогичны, как и оптимисты; поскольку все они представляют, что устремления человечества едины и имеют прямое отношение (фрустрации либо устремления) к непрерывному потоку земных мотиваций и событий. То есть — обе школы в рудиментарном виде сохраняют примитивную концепцию сознательной телеологии — космоса, который, черт возьми, так или иначе безразличен к потребностям и желаниям комаров, крыс, вшей, собак, людей, лошадей, птеродактилей, деревьев, грибов, дронтов или других форм биологической энергии.Оригинальный текст (англ.)Contrary to what you may assume, I am not a pessimist but an indifferentist — that is, I don't make the mistake of thinking that the resultant of the natural forces surrounding and governing organic life will have any connexion with the wishes or tastes of any part of that organic life-process. Pessimists are just as illogical as optimists; insomuch as both envisage the aims of mankind as unified, and as having a direct relationship (either of frustration or of fulfilment) to the inevitable flow of terrestrial motivation and events. That is — both schools retain in a vestigial way the primitive concept of a conscious teleology — of a cosmos which gives a damn one way or the other about the especial wants and ultimate welfare of mosquitos, rats, lice, dogs, men, horses, pterodactyls, trees, fungi, dodos, or other forms of biological energy.